# ABC4ü Bay 05
Bei den Pfälzischen ABC4ü handelt es sich um vierachsige Abteilwagen mit Seitengang für Schnellzüge nach dem Musterblatt 018 aus dem Wagenstandsverzeichnis von 1913 für das pfälzische Netz der Königlich Bayerischen Eisenbahnen. Vergleichbare Wagen hatten die bayerischen Staatseisenbahnen mit dem ABC4ü nach Blatt 091 (gem. Wagenstandsverzeichnis von 1913 der K.B.St.E.).

## Geschichte / Beschaffung
Mit dem vermehrten Aufkommen der überregionalen Reisezüge und Schnellzüge im ersten Jahrzehnt nach 1900 mussten sich auch die Pfälzischen Eisenbahnen damit auseinandersetzen, entsprechende Wagentypen für diese Zuggattungen zur Verfügung stellen zu können. Insbesondere der mit den benachbarten Bahnen vereinbarte Wagenausgleich veranlasste die Pfalzbahn dazu, ebenfalls Wagen für den gehobenen Reisezugverkehr zu beschaffen. Als Wagen für alle drei Klassen wurden daher in den Jahren 1905 und 1906 insgesamt zehn Wagen dieses Typs beschafft.

## Einsatz
Gemäß dem bei den Pfälzischen Eisenbahnen geltenden Nummernschema wurde von allen drei Teilgesellschaften dieser Wagentyp beschafft. Es kann somit vermutet werden, dass sie ihren Einsatz in den hochwertigen Schnellzügen der jeweiligen Relationen fanden. Gemäß dem Verzeichnis aller Schnell- und Eilzüge des Pfälzischen Netzes der K.Bay.Sts.B. vom Mai 1910 liefen z. B. über die Strecken der Pfälzischen Nordbahn und Maximiliansbahn Bad Münster-Hochspeyer-Neustadt-Weißenburg so hochwertige Schnellzüge wie der D 108 (Dortmund-Köln-Bad Münster-Basel) oder der D 161 (Mailand-Basel-Neustadt-Bad-Münster-Holland).

## Verbleib
Mit der Eingliederung der Pfalzbahn in die Bayerische Staatsbahn 1909 wurden auch diese Wagen übernommen. 1920 kamen die Wagen dann zur Gruppenverwaltung Bayern der Reichsbahn und wurden der Direktion Ludwigshafen unterstellt. Sie erhielten dort die Gattungskennung ABC4ü Bay 05. Der weitere Weg ist nicht bekannt, da bei der Reichsbahn keine gesonderten Daten für die ehemaligen pfälzischen Wagen geführt wurden. In der Bestandsliste der Reichsbahn von 1932 werden allerdings noch 10 Wagen der Gattung ABC4ü Bay 05 aufgeführt.

## Konstruktive Merkmale

### Untergestell
Der Rahmen bestand aus einer Kombination von Holz und genieteten Walzprofilen. Die äußeren Längsträger bestanden aus Holzbalken, welche mit eisernen Walzprofilen beplankt wurden. Man versprach sich mit dieser Bauform wegen der höheren Flexibilität des Rahmens einen höheren Reisekomfort. Zur Unterstützung des Wagenkastens auf Grund des großen Drehzapfenabstandes wurde ein Sprengwerk aus Profilen und Säulenständern in der Ebene der äußeren Längsträger eingebaut. Als Zugeinrichtung hatten die Wagen Schraubenkupplungen mit Sicherheitshaken nach VDEV, die Zugstange war durchgehend und mittig gefedert. Als Stoßeinrichtung besaßen die Wagen zweifach geschlitzte Korbpuffer mit einer Einbaulänge von 650 mm. Die Pufferteller hatten einen Durchmesser von 370 mm. Diese wurden später teilweise durch Hülsenpuffer ersetzt.

### Laufwerk
Die Wagen hatten Drehgestelle bayerischer Bauart mit kurzem Radstand von 2.500 mm mit einem aus Blechen und Winkeln genieteten Rahmen. Gelagert waren die Achsen in Gleitachslagern. Die Räder hatten Speichenradkörper und einen Raddurchmesser von 1.074 mm.

### Wagenkasten
Der Rahmen des Wagenkastens bestand aus einem hölzernen Ständerwerk, innen mit Holz, außen mit Blech beplankt. An beiden Wagenenden gab es durch Faltenbälge geschlossene Übergänge, die Eingangstüren waren eingezogen. Die Wagen besaßen ein flaches Tonnendach. An beiden Wagenenden besaß der Wagen eine Toilette und einen seitlichen Durchgang. Das Abteil der ersten Klasse befand sich in der Wagenmitte.

### Ausstattung
Die Beleuchtung war elektrisch, der Stromerzeuger ein Dynamo an einem Drehgestell. Der Strom wurde über einen Puffer-Akku, der unter dem Wagenkasten hing verteilt. Beheizung erfolgte über Dampf.
Zur Belüftung hatten die Wagen Fenster mit Metallrahmen in die Lüftungsklappen eingebaut waren, ähnlich denen in Preußen oder Elsaß-Lothringen.

## Skizzen, Musterblätter, Fotos

Skizzen zum ABC4ü nach Blatt 018

## Wagennummern
Die Daten sind dem Wagenpark-Verzeichnis der Kgl.Bayer.Staatseisenbahnen – Pfälzisches Netz, aufgestellt nach dem Stande vom 31. März 1913, sowie dem Buch von A. Mühl über die Pfalzbahnen entnommen.
| 1905/ 1906   |              | 101    | 101   |           | 23 007 Lu    | 14 555 Lu    |  |  |  | 4 | 19.600 | HE, E                     |                           | Pl Ssbr                   | El                        | D                         | 2 | 1 (4) | 3 (18) | 4 (32) |    |  |                 |
| 1905/ 1906   | 175          | 175    |       | 23 008 Lu | 14 556 Lu    |              |  |  |  | 4 | 19.600 | HE, E                     |                           | Pl Ssbr                   | El                        | D                         | 2 | 1 (4) | 3 (18) | 4 (32) |    |  |                 |
| Blatt-Nr. 18 | Blatt-Nr. 18 | A.B.C. | ABCCü |           | ABC4ü Bay 05 | ABC4ü Bay 05 |  |  |  |   |        | (siehe jeweilige Legende) | (siehe jeweilige Legende) | (siehe jeweilige Legende) | (siehe jeweilige Legende) | (siehe jeweilige Legende) | A | 1.    | 2.     | 3.     | 4. |  | Nordbahn        |
| 1905/ 1906   |              | 3001   | 3001  |           | 23 009 Lu    | 14 557 Lu    |  |  |  | 4 | 19.600 | HE, E                     |                           | Pl Ssbr                   | El                        | D                         | 2 | 1 (4) | 3 (18) | 4 (32) |    |  |                 |
| 1905/ 1906   | 3041         | 3041   |       | 23 001 Lu | 14 549 Lu    |              |  |  |  | 4 | 19.600 | HE, E                     |                           | Pl Ssbr                   | El                        | D                         | 2 | 1 (4) | 3 (18) | 4 (32) |    |  |                 |
| 1905/ 1906   | 3042         | 3042   |       | 23 002 Lu | 14 550 Lu    |              |  |  |  | 4 | 19.600 | HE, E                     |                           | Pl Ssbr                   | El                        | D                         | 2 | 1 (4) | 3 (18) | 4 (32) |    |  |                 |
| 1905/ 1906   | 3043         | 3043   |       | 23 003 Lu | 14 551 Lu    |              |  |  |  | 4 | 19.600 | HE, E                     |                           | Pl Ssbr                   | El                        | D                         | 2 | 1 (4) | 3 (18) | 4 (32) |    |  |                 |
| Blatt-Nr. 18 | Blatt-Nr. 18 | A.B.C. | ABCCü |           | ABC4ü Bay 05 | ABC4ü Bay 05 |  |  |  |   |        | (siehe jeweilige Legende) | (siehe jeweilige Legende) | (siehe jeweilige Legende) | (siehe jeweilige Legende) | (siehe jeweilige Legende) | A | 1.    | 2.     | 3.     | 4. |  | Maximiliansbahn |
| 1905/ 1906   | MAN          | 5062   | 5062  |           | 23 010 Lu    | 14 558 Lu    |  |  |  | 4 | 19.600 | HE, E                     |                           | Pl Ssbr                   | El                        | D                         | 2 | 1 (4) | 3 (18) | 4 (32) |    |  |                 |
| 1905/ 1906   | MAN          | 5198   | 5198  |           | 23 003 Lu    | 14 552 Lu    |  |  |  | 4 | 19.600 | HE, E                     |                           | Pl Ssbr                   | El                        | D                         | 2 | 1 (4) | 3 (18) | 4 (32) |    |  |                 |
| 1905/ 1906   | MAN          | 5199   | 5199  |           | 23 004 Lu    | 14 553 Lu    |  |  |  | 4 | 19.600 | HE, E                     |                           | Pl Ssbr                   | El                        | D                         | 2 | 1 (4) | 3 (18) | 4 (32) |    |  |                 |
| 1905/ 1906   | MAN          | 5200   | 5200  |           | 23 005 Lu    | 14 554 Lu    |  |  |  | 4 | 19.600 | HE, E                     |                           | Pl Ssbr                   | El                        | D                         | 2 | 1 (4) | 3 (18) | 4 (32) |    |  |                 |